# 味噌カレー牛乳ラーメン
味噌カレー牛乳ラーメン（みそカレーぎゅうにゅうラーメン）とは青森県青森市のご当地ラーメンである。

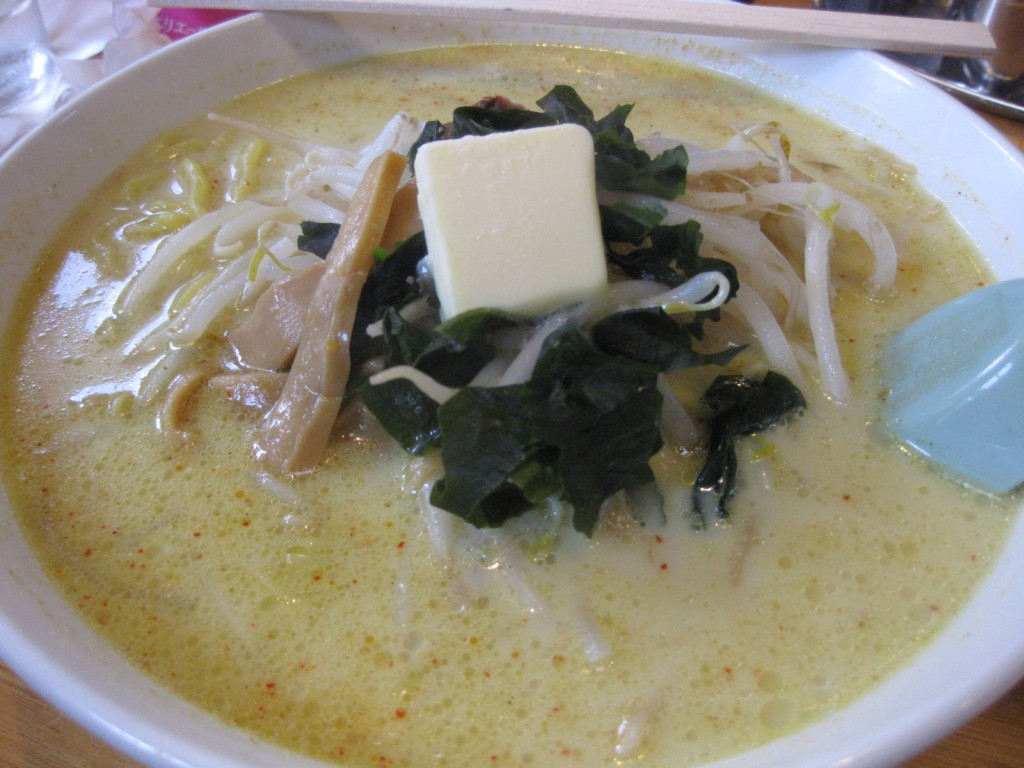
味噌カレー牛乳ラーメン（2011年5月,札幌館,青森市）

## 概要
味噌ラーメンのスープにカレー粉と牛乳を入れたもので、具はチャーシュー、モヤシ、バター、ワカメとメンマを使用する。店によって味付けが異なる。

## 発祥
札幌ラーメン横丁でラーメン店を経営していた佐藤清が、東北地方に札幌ラーメンを広めたいと1968年（昭和43年）に青森市に「味の札幌」を開店する。1970年代、松竹会館の映画館に支店を出した味の札幌において、ラーメンにケチャップやマヨネーズ、コーラなどさまざまなものを入れて食する遊びが中高生の間で流行した。このとき、「味噌ラーメンにカレーとミルクを入れて食べると何故か美味い」といううわさが流れ始め、ご当地ラーメンの模索をしていた店主は、客側の要望によって1978年（昭和53年）、正式なメニューとして「味噌カレー牛乳ラーメン」を発売した。
その店主は亡くなったが、店主の弟子達が味噌カレー牛乳ラーメンを受け継ぎ、青森市内で弟子達がそれぞれ経営している店舗（2012年現在は5店舗）で味噌カレー牛乳ラーメンを提供している。

## カップラーメン
2008年12月には東洋水産より「味噌カレーミルクラーメン」として全国にカップラーメンとして味噌カレー牛乳ラーメンが発売された。その後、2010年11月からは「日本うまいもん 青森味噌カレーミルクラーメン」として東北地方限定で再発売されている。